# Meteosat 7
O Meteosat 7, também conhecido por MTP, é um satélite meteorológico geoestacionário europeu construído pela Aérospatiale. Ele foi operado inicialmente pela Agência Espacial Europeia (ESA) e atualmente pela EUMETSAT.

## Lançamento
O satélite foi lançado com sucesso ao espaço no dia 2 de setembro de 1997, às 22:21 UTC, por meio de um veículo Ariane-44LP H10-3 a partir do Centro Espacial de Kourou, na Guiana Francesa, juntamente com o satélite Hot Bird 3. Ele tinha uma massa de lançamento de 3455 kg.